# Crimiso (mitologia)

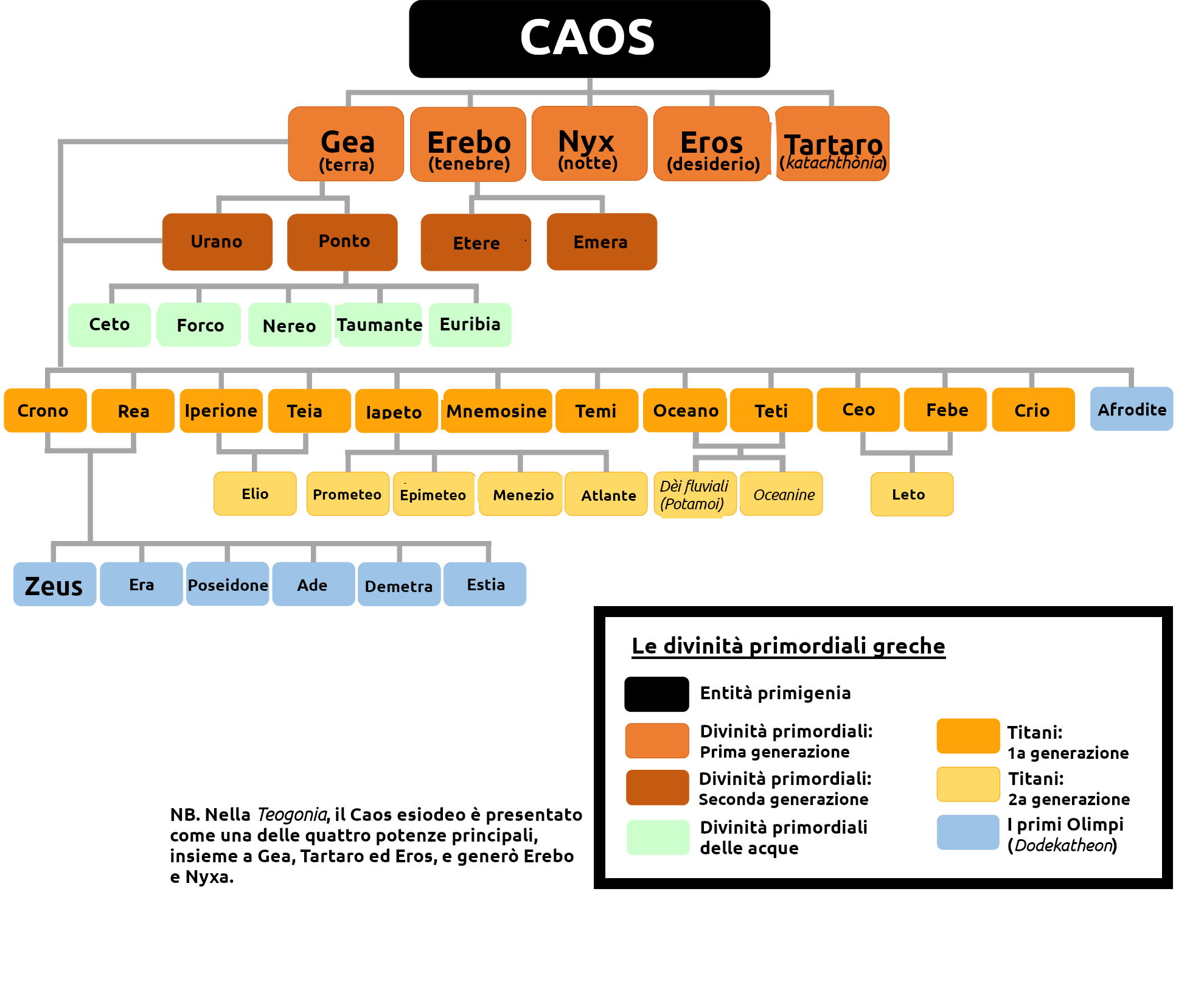
Gli dèi fluviali (Potamoi) fanno parte della seconda generazione di titani

Nella mitologia greca, Crimiso (greco antico Κριμισός, chiamato anche Cremiso o Criniso) era una divinità fluviale della Sicilia.

## Il mito
Si racconta che trasformato in un animale (un orso o, secondo un'altra versione, un cane) si unì a Egesta o Segesta (figlia di Fenodamante o di Laomedonte), dalla quale ebbe il figlio Aceste. Quest'ultimo, divenuto adulto, fu il fondatore della città di Aceste.